# Розмирович Олена Федорівна
Олена Федорівна Розмирович  (10 березня 1886, село Петропавлівка Херсонської губернії, тепер Білгород-Дністровського району Одеської області — 30 серпня 1953, місто Москва, Російська Федерація) — радянська діячка, революціонерка. Член Центральної контрольної комісії ВКП(б) у 1924—1930 роках, кандидат у члени Президії ЦКК ВКП(б) з 19 грудня 1927 по 26 червня 1930 року. Депутат Всеросійських Установчих зборів 1917 року. Член ВЦВК.

## Життєпис
Народилася в сім'ї Фердинанда Майша, орендаря маєтку в селі Петропавлівці Херсонської губернії. Родина належала до бессарабських дворян, Олена була двоюрідною сестрою Євгенії Бош. Після закінчення гімназії поїхала за кордон для продовження освіти, де зблизилася із соціал-демократичними колами. Закінчила юридичний факультет Паризького університету.
Член РСДРП(б) з 1904 року. Мала партійні псевдоніми Євгенія, Таня, Галина. 
Після повернення до Києва з 1906 року вела революційну пропаганду у селянських гуртках, потім у залізничному районі. У 1907—1909 роках — секретар Вузлового бюро РСДРП Південно-Західної залізниці. Була заарештована в 1907 році, але незабаром звільнена. У 1909 році знову заарештована та засуджена до річного ув'язнення у фортецю та адміністративному засланні до Наримського краю на три роки. Після відбуття ув'язнення у фортеці заслання за клопотанням рідних замінили висилкою на той же термін за кордон.
З 1910 року жила в Парижі, Відні, де виконувала різні доручення закордонного Бюро ЦК РСДРП, була делегована ЦК як представниця РСДРП на Міжнародний соціалістичний конгрес у Базелі (Швейцарія). 
У 1913 році повернулася до Російської імперії, стала секретарем Російського бюро ЦК РСДРП(б) та секретарем більшовицької фракції IV Думи. Також активно працювала у більшовицькій пресі: «Правді», журналах «Просвещение», «Работница» та ін. У лютому 1914 року знову заарештована та вислана зі столиць на 2 роки під гласний нагляд поліції. Оселилася в Харкові, через кілька місяців, у серпні 1914 року, мусила тікати за кордон, ховаючись від чергового арешту.
Весною 1915 року брала участь у конференції РСДРП у Берні (Швейцарія) та скликаній там же Міжнародній соціалістичній жіночій конференції. У липні 1915 року знову відправлена до Російської імперії для ведення підпільної роботи. Видана поліції в Москві провокатором Соколовим, заарештована й після шести місяців у Бутирській в'язниці вислана етапом до Харкова. У 1916 році постановою Особливої наради при Міністерстві внутрішніх справ Російської імперії вислана на 5 років до Іркутської губернії, де й пробула до початку Лютневої революції 1917 року. 6 (19) березня 1917 року амністована.
У березні 1917 року — член Іркутського комітету РСДРП(б). Того ж місяця повернулася до Петрограда, де брала активну участь в організаційній та агітаційній роботі серед військових частин гарнізону як член Центрального бюро військових організацій ЦК РСДРП(б). Одночасно редагувала «Солдатську правду».
Під час Жовтневого перевороту 1917 року як член військової організації виконувала доручення Військово-революційного комітету у військових частинах гарнізону і на фронтах під час наступу військ Краснова—Керенського. Обрана депутатом Всеросійських установчих зборів від Південно-Західного фронту за списком № 4 (РСДРП(б)).
З листопада 1917 року — член Петроградського революційного трибуналу. З січня 1918 по 1922 рік — голова Слідчої комісії Верховного революційного трибуналу при ВЦВК. У 1922 році завідувала слідчим провадженням у справі правих есерів.
Одночасно з 1919 по весну 1922 року — голова Головного політичного управління (Головполітшляху) Народного комісаріату шляхів сполучення РРФСР.
У 1922—1930 роках — завідувач юридичного відділу і член колегії Народного комісаріату робітничо-селянської інспекції РРФСР (СРСР). Займалася роботою з вивчення наукової організації праці. Також очолювала при Народному комісаріату робітничо-селянської інспекції СРСР акціонерне товариство «Оргбуд» та «Науково-експериментальний інститут техніки управління».
У 1931—1933 роках — член колегії Народного комісаріату пошт та телеграфів (зв'язку) СРСР.
У січні 1935 — 1939 року — директор Державної бібліотеки СРСР імені В. І. Леніна.
У 1937 — 30 серпня 1953 року — співробітниця Інститут світової літератури імені Максима Горького — завідувачка Архіву Максима Горького.
Померла 30 серпня 1953 року в Москві. Похована на Новодівичому цвинтарі Москви.

## Нагороди
- два ордени Трудового Червоного Прапора (22.03.1933, 10.06.1945)

## Родина
- Перший чоловік — Криленко Микола Васильович
- Другий чоловік — Трояновський Олександр Антонович.
  - Дочка — Галина Олександрівна Трояновська, третя дружина Валеріана Куйбишева

## Праці
- Розмирович Є. До підсумків роботи РКІ з НОП // Питання радянського господарства та управління. 1924. № 4-5. С. 114.
- Розмирович Є. Техніка управління // Техніка управління. 1925. № 1
- Розмирович Є. Оргбюро, профспілки та партосередки у справі організації нашого держапарату // Техніка управління. 1925. № 2.
- Розмирович Є. НОТ, РСІ та партія. Москва, 1926.
- Розмирович Є. Основні положення щодо раціоналізації апарату державного управління // Техніка управління. 1926. № 7
- Розмирович Є. План, облік та організація у загальній системі державного управління: Доповідь у колегії НК РСІ СРСР // Техніка Управління. 1926. № 9. С. 4-6.
- Розмирович Є. Принципи методології та організаційної політики у техніці управління. Москва, 1930. С. 14-15.